# Serie A2 2001-2002 (hockey su pista)
La Serie A2 2001-2002 è stato il torneo di secondo livello del campionato italiano di hockey su pista per la stagione 2001-2002. La competizione è iniziata il 12 gennaio e si è conclusa il 17 maggio 2002.
Al termine della stagione sono state promosse in Serie A1 l'Amatori Vercelli, la Goriziana, il CGC Viareggio e il Seregno. Sono retrocesse in Serie B l'Amatori Valdagno, il Montecchio P., il Pordenone, il Castiglione, l'SPV Viareggio e il Roller Suzzara.

## Girone A

### Squadre partecipanti
| Club             | Stagione | Città                      | Impianto               | Stagione precedente                              |
| ---------------- | -------- | -------------------------- | ---------------------- | ------------------------------------------------ |
| Amatori Valdagno | dettagli | Valdagno (VI)              | PalaLido               | 6º in Serie A2 girone A                          |
| Amatori Vercelli | dettagli | Vercelli                   | PalaPregnolato         | 12º in Serie A1, retrocesso                      |
| Bassano 54 (B)   | dettagli | Bassano del Grappa (VI)    | PalaSind               | 4º in Serie A2 girone A                          |
| Goriziana        | dettagli | Gorizia                    | PalaBigot              | 8º in Serie A2 girone A                          |
| Montebello       | dettagli | Montebello (VI)            | Palazzetto dello sport | 1º in Serie B girone A, promosso                 |
| Montecchio P.    | dettagli | Montecchio Precalcino (VI) | PalaVaccari            | 9º in Serie A2 girone A                          |
| Pordenone        | dettagli | Pordenone                  | PalaMarrone            | 7º in Serie A2 girone A                          |
| Roller Novara    | dettagli | Novara                     | Palasport Dal Lago     | 5º in Serie A2 girone A                          |
| Rotellistica 93  | dettagli | Novara                     | Palasport Dal Lago     | 10º in Serie A1, retrocesso                      |
| Sandrigo         | dettagli | Sandrigo (VI)              | Palasport di Sandrigo  | 10º in Serie A2 girone A, retrocesso e ripescato |

### Stagione regolare

#### Risultati
| andata (1ª) | andata (1ª) | Prima giornata                 | ritorno (10ª) | ritorno (10ª) |
|             |             |                                |               |               |
| 12 gen.     | 8-4         | Goriziana-Pordenone            | 5-1           | 16 mar.       |
| 12 gen.     | 6-2         | Rotellistica 93-Montecchio     | 5-5           | 16 mar.       |
| 12 gen.     | 5-5         | Amatori Valdagno-Roller Novara | 0-8           | 16 mar.       |
| 12 gen.     | 10-3        | Sandrigo-Montebello            | 6-3           | 16 mar.       |
| 12 gen.     | 3-5         | Bassano 54-Amatori Vercelli    | 3-3           | 16 mar.       |

| andata (2ª) | andata (2ª) | Seconda giornata           | ritorno (11ª) | ritorno (11ª) |
|             |             |                            |               |               |
| 19 gen.     | 4-4         | Pordenone-Amatori Valdagno | 4-3           | 23 mar.       |
| 19 gen.     | 5-5         | Montecchio-Bassano 54      | 5-8           | 23 mar.       |
| 19 gen.     | 2-8         | Roller Novara-Goriziana    | 5-8           | 23 mar.       |
| 19 gen.     | 5-5         | Montebello-Rotellistica 93 | 4-11          | 23 mar.       |
| 19 gen.     | 3-2         | Amatori Vercelli-Sandrigo  | 5-3           | 23 mar.       |

| andata (1ª) | andata (1ª) | Prima giornata                 | ritorno (10ª) | ritorno (10ª) |
|             |             |                                |               |               |
| 12 gen.     | 8-4         | Goriziana-Pordenone            | 5-1           | 16 mar.       |
| 12 gen.     | 6-2         | Rotellistica 93-Montecchio     | 5-5           | 16 mar.       |
| 12 gen.     | 5-5         | Amatori Valdagno-Roller Novara | 0-8           | 16 mar.       |
| 12 gen.     | 10-3        | Sandrigo-Montebello            | 6-3           | 16 mar.       |
| 12 gen.     | 3-5         | Bassano 54-Amatori Vercelli    | 3-3           | 16 mar.       |

| andata (2ª) | andata (2ª) | Seconda giornata           | ritorno (11ª) | ritorno (11ª) |
|             |             |                            |               |               |
| 19 gen.     | 4-4         | Pordenone-Amatori Valdagno | 4-3           | 23 mar.       |
| 19 gen.     | 5-5         | Montecchio-Bassano 54      | 5-8           | 23 mar.       |
| 19 gen.     | 2-8         | Roller Novara-Goriziana    | 5-8           | 23 mar.       |
| 19 gen.     | 5-5         | Montebello-Rotellistica 93 | 4-11          | 23 mar.       |
| 19 gen.     | 3-2         | Amatori Vercelli-Sandrigo  | 5-3           | 23 mar.       |

| andata (3ª) | andata (3ª) | Terza giornata                   | ritorno (12ª) | ritorno (12ª) |
|             |             |                                  |               |               |
| 26 gen.     | 9-0         | Goriziana-Montebello             | 5-2           | 30 mar.       |
| 26 gen.     | 3-3         | Rotellistica 93-Amatori Vercelli | 3-4           | 30 mar.       |
| 26 gen.     | 5-4         | Amatori Valdagno-Montecchio      | 2-6           | 30 mar.       |
| 26 gen.     | 2-4         | Sandrigo-Roller Novara           | 6-5           | 30 mar.       |
| 26 gen.     | 5-5         | Bassano 54-Pordenone             | 1-1           | 30 mar.       |

| andata (4ª) | andata (4ª) | Quarta giornata                | ritorno (13ª) | ritorno (13ª) |
|             |             |                                |               |               |
| 2 feb.      | 3-6         | Pordenone-Rotellistica 93      | 3-12          | 6 apr.        |
| 2 feb.      | 2-6         | Montecchio-Goriziana           | 3-4           | 6 apr.        |
| 2 feb.      | 4-4         | Roller Novara-Amatori Vercelli | 2-4           | 6 apr.        |
| 2 feb.      | 1-3         | Sandrigo-Bassano 54            | 2-5           | 6 apr.        |
| 2 feb.      | 2-3         | Montebello-Amatori Valdagno    | 1-7           | 6 apr.        |

| andata (3ª) | andata (3ª) | Terza giornata                   | ritorno (12ª) | ritorno (12ª) |
|             |             |                                  |               |               |
| 26 gen.     | 9-0         | Goriziana-Montebello             | 5-2           | 30 mar.       |
| 26 gen.     | 3-3         | Rotellistica 93-Amatori Vercelli | 3-4           | 30 mar.       |
| 26 gen.     | 5-4         | Amatori Valdagno-Montecchio      | 2-6           | 30 mar.       |
| 26 gen.     | 2-4         | Sandrigo-Roller Novara           | 6-5           | 30 mar.       |
| 26 gen.     | 5-5         | Bassano 54-Pordenone             | 1-1           | 30 mar.       |

| andata (4ª) | andata (4ª) | Quarta giornata                | ritorno (13ª) | ritorno (13ª) |
|             |             |                                |               |               |
| 2 feb.      | 3-6         | Pordenone-Rotellistica 93      | 3-12          | 6 apr.        |
| 2 feb.      | 2-6         | Montecchio-Goriziana           | 3-4           | 6 apr.        |
| 2 feb.      | 4-4         | Roller Novara-Amatori Vercelli | 2-4           | 6 apr.        |
| 2 feb.      | 1-3         | Sandrigo-Bassano 54            | 2-5           | 6 apr.        |
| 2 feb.      | 2-3         | Montebello-Amatori Valdagno    | 1-7           | 6 apr.        |

| andata (5ª) | andata (5ª) | Quinta giornata             | ritorno (14ª) | ritorno (14ª) |
|             |             |                             |               |               |
| 9 feb.      | 5-4         | Rotellistica 93-Goriziana   | 3-10          | 13 apr.       |
| 9 feb.      | 3-3         | Pordenone-Montecchio        | 1-2           | 13 apr.       |
| 9 feb.      | 1-7         | Amatori Valdagno-Sandrigo   | 2-6           | 13 apr.       |
| 9 feb.      | 1-6         | Bassano 54-Roller Novara    | 6-5           | 13 apr.       |
| 9 feb.      | 7-1         | Amatori Vercelli-Montebello | 6-1           | 13 apr.       |

| andata (6ª) | andata (6ª) | Sesta giornata              | ritorno (15ª) | ritorno (15ª) |
|             |             |                             |               |               |
| 16 feb.     | 8-2         | Goriziana-Amatori Valdagno  | 4-4           | 20 apr.       |
| 16 feb.     | 6-4         | Sandrigo-Rotellistica 93    | 1-2           | 20 apr.       |
| 16 feb.     | 2-9         | Montecchio-Amatori Vercelli | 0-3           | 20 apr.       |
| 16 feb.     | 9-2         | Roller Novara-Pordenone     | 5-4           | 20 apr.       |
| 16 feb.     | 3-8         | Montebello-Bassano 54       | 1-4           | 20 apr.       |

| andata (5ª) | andata (5ª) | Quinta giornata             | ritorno (14ª) | ritorno (14ª) |
|             |             |                             |               |               |
| 9 feb.      | 5-4         | Rotellistica 93-Goriziana   | 3-10          | 13 apr.       |
| 9 feb.      | 3-3         | Pordenone-Montecchio        | 1-2           | 13 apr.       |
| 9 feb.      | 1-7         | Amatori Valdagno-Sandrigo   | 2-6           | 13 apr.       |
| 9 feb.      | 1-6         | Bassano 54-Roller Novara    | 6-5           | 13 apr.       |
| 9 feb.      | 7-1         | Amatori Vercelli-Montebello | 6-1           | 13 apr.       |

| andata (6ª) | andata (6ª) | Sesta giornata              | ritorno (15ª) | ritorno (15ª) |
|             |             |                             |               |               |
| 16 feb.     | 8-2         | Goriziana-Amatori Valdagno  | 4-4           | 20 apr.       |
| 16 feb.     | 6-4         | Sandrigo-Rotellistica 93    | 1-2           | 20 apr.       |
| 16 feb.     | 2-9         | Montecchio-Amatori Vercelli | 0-3           | 20 apr.       |
| 16 feb.     | 9-2         | Roller Novara-Pordenone     | 5-4           | 20 apr.       |
| 16 feb.     | 3-8         | Montebello-Bassano 54       | 1-4           | 20 apr.       |

| andata (7ª) | andata (7ª) | Settima giornata                 | ritorno (16ª) | ritorno (16ª) |
|             |             |                                  |               |               |
| 23 feb.     | 6-7         | Rotellistica 93-Amatori Valdagno | 5-2           | 27 apr.       |
| 23 feb.     | 7-1         | Roller Novara-Montebello         | 2-3           | 27 apr.       |
| 23 feb.     | 5-2         | Sandrigo-Montecchio              | 6-3           | 27 apr.       |
| 23 feb.     | 1-3         | Bassano 54-Goriziana             | 4-6           | 27 apr.       |
| 23 feb.     | 11-3        | Amatori Vercelli-Pordenone       | 5-1           | 27 apr.       |

| andata (8ª) | andata (8ª) | Ottava giornata                   | ritorno (17ª) | ritorno (17ª) |
|             |             |                                   |               |               |
| 2 mar.      | 4-2         | Goriziana-Sandrigo                | 5-2           | 11 mag.       |
| 2 mar.      | 4-5         | Pordenone-Montebello              | 3-6           | 11 mag.       |
| 2 mar.      | 5-4         | Rotellistica 93-Bassano 54        | 5-4           | 11 mag.       |
| 2 mar.      | 3-6         | Montecchio-Roller Novara          | 3-6           | 11 mag.       |
| 2 mar.      | 2-5         | Amatori Valdagno-Amatori Vercelli | 0-5           | 11 mag.       |

| andata (7ª) | andata (7ª) | Settima giornata                 | ritorno (16ª) | ritorno (16ª) |
|             |             |                                  |               |               |
| 23 feb.     | 6-7         | Rotellistica 93-Amatori Valdagno | 5-2           | 27 apr.       |
| 23 feb.     | 7-1         | Roller Novara-Montebello         | 2-3           | 27 apr.       |
| 23 feb.     | 5-2         | Sandrigo-Montecchio              | 6-3           | 27 apr.       |
| 23 feb.     | 1-3         | Bassano 54-Goriziana             | 4-6           | 27 apr.       |
| 23 feb.     | 11-3        | Amatori Vercelli-Pordenone       | 5-1           | 27 apr.       |

| andata (8ª) | andata (8ª) | Ottava giornata                   | ritorno (17ª) | ritorno (17ª) |
|             |             |                                   |               |               |
| 2 mar.      | 4-2         | Goriziana-Sandrigo                | 5-2           | 11 mag.       |
| 2 mar.      | 4-5         | Pordenone-Montebello              | 3-6           | 11 mag.       |
| 2 mar.      | 5-4         | Rotellistica 93-Bassano 54        | 5-4           | 11 mag.       |
| 2 mar.      | 3-6         | Montecchio-Roller Novara          | 3-6           | 11 mag.       |
| 2 mar.      | 2-5         | Amatori Valdagno-Amatori Vercelli | 0-5           | 11 mag.       |

| \| andata (9ª) \| andata (9ª) \| Nona giornata \| ritorno (18ª) \| ritorno (18ª) \| \| \| \| \| \| \| \| 9 mar. \| 4-3 \| Roller Novara-Rotellistica 93 \| 4-2 \| 17 mag. \| \| 9 mar. \| 6-1 \| Sandrigo-Pordenone \| 9-5 \| 17 mag. \| \| 9 mar. \| 6-1 \| Montebello-Montecchio \| 3-2 \| 17 mag. \| \| 9 mar. \| 4-2 \| Bassano 54-Amatori Valdagno \| 4-0 \| 17 mag. \| \| 9 mar. \| 5-2 \| Amatori Vercelli-Goriziana \| 7-3 \| 17 mag. \| |             |                               |               |               |
| andata (9ª) | andata (9ª) | Nona giornata                 | ritorno (18ª) | ritorno (18ª) |
| |             |                               |               |               |
| 9 mar. | 4-3         | Roller Novara-Rotellistica 93 | 4-2           | 17 mag.       |
| 9 mar. | 6-1         | Sandrigo-Pordenone            | 9-5           | 17 mag.       |
| 9 mar. | 6-1         | Montebello-Montecchio         | 3-2           | 17 mag.       |
| 9 mar. | 4-2         | Bassano 54-Amatori Valdagno   | 4-0           | 17 mag.       |
| 9 mar. | 5-2         | Amatori Vercelli-Goriziana    | 7-3           | 17 mag.       |

| andata (9ª) | andata (9ª) | Nona giornata                 | ritorno (18ª) | ritorno (18ª) |
|             |             |                               |               |               |
| 9 mar.      | 4-3         | Roller Novara-Rotellistica 93 | 4-2           | 17 mag.       |
| 9 mar.      | 6-1         | Sandrigo-Pordenone            | 9-5           | 17 mag.       |
| 9 mar.      | 6-1         | Montebello-Montecchio         | 3-2           | 17 mag.       |
| 9 mar.      | 4-2         | Bassano 54-Amatori Valdagno   | 4-0           | 17 mag.       |
| 9 mar.      | 5-2         | Amatori Vercelli-Goriziana    | 7-3           | 17 mag.       |

#### Classifica finale
|  | Pos. | Squadra          | Pt | G  | V  | N | P  | GF  | GS  | DR  |
|  | ---- | ---------------- | -- | -- | -- | - | -- | --- | --- | --- |
|  | 1.   | Amatori Vercelli | 48 | 18 | 15 | 3 | 0  | 94  | 38  | +56 |
|  | 2.   | Goriziana        | 43 | 18 | 14 | 1 | 3  | 102 | 54  | +48 |
|  | 3.   | Roller Novara    | 32 | 18 | 10 | 2 | 6  | 89  | 65  | +24 |
|  | 4.   | Rotellistica 93  | 30 | 18 | 9  | 3 | 6  | 91  | 75  | +16 |
|  | 5.   | Sandrigo         | 30 | 18 | 10 | 0 | 8  | 82  | 60  | +22 |
|  | 6.   | Bassano 54 (B)   | 28 | 18 | 8  | 4 | 6  | 73  | 63  | +10 |
|  | 7.   | Montebello       | 16 | 18 | 5  | 1 | 12 | 50  | 100 | -50 |
|  | 8.   | Amatori Valdagno | 15 | 18 | 4  | 3 | 11 | 51  | 88  | -37 |
|  | 9.   | Montecchio P.    | 9  | 18 | 2  | 3 | 13 | 53  | 89  | -36 |
|  | 10.  | Pordenone        | 7  | 18 | 1  | 4 | 13 | 52  | 105 | -53 |

Legenda:
      Promosso in Serie A1 2002-2003.
      Retrocesso in Serie B 2002-2003.
Note:
Tre punti a vittoria, uno per il pareggio, zero a sconfitta.
In caso di arrivo di due o più squadre a pari punti, la graduatoria finale verrà stilata secondo la classifica avulsa tra le squadre interessate che prevede, in ordine, i seguenti criteri:
- Punti negli scontri diretti
- Differenza reti negli scontri diretti
- Differenza reti generale
- Reti realizzate in generale
- Sorteggio

## Girone B

### Squadre partecipanti
| Club                | Stagione | Città                          | Impianto        | Stagione precedente                                    |
| ------------------- | -------- | ------------------------------ | --------------- | ------------------------------------------------------ |
| Amatori Lodi        | dettagli | Lodi                           | PalaCastellotti | 3º in Serie A2 girone B                                |
| Castiglione         | dettagli | Castiglione della Pescaia (GR) | Pala Casa Mora  | 2º in Serie A2 girone B, finalista play-off promozione |
| CGC Viareggio       | dettagli | Viareggio (LU)                 | PalaBarsacchi   | 4º in Serie A2 girone B                                |
| AFP Giovinazzo Pol. | dettagli | Giovinazzo (BA)                | PalaPansini     | 8º in Serie A2 girone B                                |
| La Mela             | dettagli | Castelnuovo Rangone (MO)       | PalaRoller      | 10º in Serie A2 girone B, retrocesso e ripescato       |
| Matera              | dettagli | Matera                         | Sportintenda    | 5º in Serie A2 girone B                                |
| Molfetta            | dettagli | Molfetta (BA)                  | PalaFiorentini  | 7º in Serie A2 girone B                                |
| Roller Suzzara      |          | Suzzara (MN)                   | Palaroller      | 2º in Serie B girone A, promosso                       |
| Seregno             | dettagli | Seregno (MI)                   | PalaPorada      | 3º in Serie A2 girone A                                |
| SPV Viareggio       | dettagli | Viareggio (LU)                 | PalaBarsacchi   | 6º in Serie A2 girone B                                |

### Stagione regolare

#### Risultati
| andata (1ª) | andata (1ª) | Prima giornata                | ritorno (10ª) | ritorno (10ª) |
|             |             |                               |               |               |
| 12 gen.     | 1-6         | Matera-Castiglione            | 4-2           | 16 mar.       |
| 12 gen.     | 2-0         | Amatori Lodi-CGC Viareggio    | 2-4           | 16 mar.       |
| 12 gen.     | 4-1         | Molfetta-La Mela              | 5-5           | 16 mar.       |
| 12 gen.     | 3-4         | Roller Suzzara-GSH Giovinazzo | 5-10          | 16 mar.       |
| 12 gen.     | 7-2         | SPV Viareggio-Seregno         | 4-9           | 16 mar.       |

| andata (2ª) | andata (2ª) | Seconda giornata            | ritorno (11ª) | ritorno (11ª) |
|             |             |                             |               |               |
| 19 gen.     | 2-2         | Castiglione-Molfetta        | 2-8           | 23 mar.       |
| 19 gen.     | 7-1         | CGC Viareggio-SPV Viareggio | 5-3           | 23 mar.       |
| 19 gen.     | 4-3         | La Mela-Matera              | 5-5           | 23 mar.       |
| 19 gen.     | 3-1         | GSH Giovinazzo-Amatori Lodi | 2-2           | 23 mar.       |
| 19 gen.     | 3-1         | Seregno-Roller Suzzara      | 3-2           | 23 mar.       |

| andata (1ª) | andata (1ª) | Prima giornata                | ritorno (10ª) | ritorno (10ª) |
|             |             |                               |               |               |
| 12 gen.     | 1-6         | Matera-Castiglione            | 4-2           | 16 mar.       |
| 12 gen.     | 2-0         | Amatori Lodi-CGC Viareggio    | 2-4           | 16 mar.       |
| 12 gen.     | 4-1         | Molfetta-La Mela              | 5-5           | 16 mar.       |
| 12 gen.     | 3-4         | Roller Suzzara-GSH Giovinazzo | 5-10          | 16 mar.       |
| 12 gen.     | 7-2         | SPV Viareggio-Seregno         | 4-9           | 16 mar.       |

| andata (2ª) | andata (2ª) | Seconda giornata            | ritorno (11ª) | ritorno (11ª) |
|             |             |                             |               |               |
| 19 gen.     | 2-2         | Castiglione-Molfetta        | 2-8           | 23 mar.       |
| 19 gen.     | 7-1         | CGC Viareggio-SPV Viareggio | 5-3           | 23 mar.       |
| 19 gen.     | 4-3         | La Mela-Matera              | 5-5           | 23 mar.       |
| 19 gen.     | 3-1         | GSH Giovinazzo-Amatori Lodi | 2-2           | 23 mar.       |
| 19 gen.     | 3-1         | Seregno-Roller Suzzara      | 3-2           | 23 mar.       |

| andata (3ª) | andata (3ª) | Terza giornata            | ritorno (12ª) | ritorno (12ª) |
|             |             |                           |               |               |
| 26 gen.     | 3-1         | Matera-GSH Giovinazzo     | 1-2           | 2 apr.        |
| 26 gen.     | 7-6         | Amatori Lodi-Seregno      | 0-2           | 2 apr.        |
| 26 gen.     | 5-5         | Molfetta-CGC Viareggio    | 3-6           | 2 apr.        |
| 26 gen.     | 3-4         | Roller Suzzara-La Mela    | 3-11          | 2 apr.        |
| 26 gen.     | 2-5         | SPV Viareggio-Castiglione | 2-5           | 2 apr.        |

| andata (4ª) | andata (4ª) | Quarta giornata              | ritorno (13ª) | ritorno (13ª) |
|             |             |                              |               |               |
| 2 feb.      | 3-3         | Castiglione-Amatori Lodi     | 6-3           | 6 apr.        |
| 2 feb.      | 5-1         | CGC Viareggio-Matera         | 2-2           | 6 apr.        |
| 2 feb.      | 2-5         | La Mela-Seregno              | 3-6           | 6 apr.        |
| 2 feb.      | 2-6         | Roller Suzzara-SPV Viareggio | 3-11          | 6 apr.        |
| 2 feb.      | 5-4         | GSH Giovinazzo-Molfetta      | 3-5           | 6 apr.        |

| andata (3ª) | andata (3ª) | Terza giornata            | ritorno (12ª) | ritorno (12ª) |
|             |             |                           |               |               |
| 26 gen.     | 3-1         | Matera-GSH Giovinazzo     | 1-2           | 2 apr.        |
| 26 gen.     | 7-6         | Amatori Lodi-Seregno      | 0-2           | 2 apr.        |
| 26 gen.     | 5-5         | Molfetta-CGC Viareggio    | 3-6           | 2 apr.        |
| 26 gen.     | 3-4         | Roller Suzzara-La Mela    | 3-11          | 2 apr.        |
| 26 gen.     | 2-5         | SPV Viareggio-Castiglione | 2-5           | 2 apr.        |

| andata (4ª) | andata (4ª) | Quarta giornata              | ritorno (13ª) | ritorno (13ª) |
|             |             |                              |               |               |
| 2 feb.      | 3-3         | Castiglione-Amatori Lodi     | 6-3           | 6 apr.        |
| 2 feb.      | 5-1         | CGC Viareggio-Matera         | 2-2           | 6 apr.        |
| 2 feb.      | 2-5         | La Mela-Seregno              | 3-6           | 6 apr.        |
| 2 feb.      | 2-6         | Roller Suzzara-SPV Viareggio | 3-11          | 6 apr.        |
| 2 feb.      | 5-4         | GSH Giovinazzo-Molfetta      | 3-5           | 6 apr.        |

| andata (5ª) | andata (5ª) | Quinta giornata           | ritorno (14ª) | ritorno (14ª) |
|             |             |                           |               |               |
| 9 feb.      | 6-4         | Matera-Amatori Lodi       | 4-5           | 13 apr.       |
| 9 feb.      | 2-5         | Castiglione-CGC Viareggio | 2-6           | 13 apr.       |
| 9 feb.      | 10-0        | Molfetta-Roller Suzzara   | 11-2          | 13 apr.       |
| 9 feb.      | 5-3         | SPV Viareggio-La Mela     | 7-12          | 13 apr.       |
| 9 feb.      | 9-1         | Seregno-GSH Giovinazzo    | 6-4           | 13 apr.       |

| andata (6ª) | andata (6ª) | Sesta giornata               | ritorno (15ª) | ritorno (15ª) |
|             |             |                              |               |               |
| 16 feb.     | 3-2         | Matera-Molfetta              | 5-3           | 20 apr.       |
| 16 feb.     | 6-0         | Amatori Lodi-Roller Suzzara  | 7-4           | 20 apr.       |
| 16 feb.     | 3-3         | CGC Viareggio-Seregno        | 4-2           | 20 apr.       |
| 16 feb.     | 6-5         | La Mela-Castiglione          | 3-3           | 20 apr.       |
| 16 feb.     | 0-0         | GSH Giovinazzo-SPV Viareggio | 3-2           | 20 apr.       |

| andata (5ª) | andata (5ª) | Quinta giornata           | ritorno (14ª) | ritorno (14ª) |
|             |             |                           |               |               |
| 9 feb.      | 6-4         | Matera-Amatori Lodi       | 4-5           | 13 apr.       |
| 9 feb.      | 2-5         | Castiglione-CGC Viareggio | 2-6           | 13 apr.       |
| 9 feb.      | 10-0        | Molfetta-Roller Suzzara   | 11-2          | 13 apr.       |
| 9 feb.      | 5-3         | SPV Viareggio-La Mela     | 7-12          | 13 apr.       |
| 9 feb.      | 9-1         | Seregno-GSH Giovinazzo    | 6-4           | 13 apr.       |

| andata (6ª) | andata (6ª) | Sesta giornata               | ritorno (15ª) | ritorno (15ª) |
|             |             |                              |               |               |
| 16 feb.     | 3-2         | Matera-Molfetta              | 5-3           | 20 apr.       |
| 16 feb.     | 6-0         | Amatori Lodi-Roller Suzzara  | 7-4           | 20 apr.       |
| 16 feb.     | 3-3         | CGC Viareggio-Seregno        | 4-2           | 20 apr.       |
| 16 feb.     | 6-5         | La Mela-Castiglione          | 3-3           | 20 apr.       |
| 16 feb.     | 0-0         | GSH Giovinazzo-SPV Viareggio | 3-2           | 20 apr.       |

| andata (7ª) | andata (7ª) | Settima giornata             | ritorno (16ª) | ritorno (16ª) |
|             |             |                              |               |               |
| 23 feb.     | 6-6         | Molfetta-Amatori Lodi        | 3-4           | 27 apr.       |
| 23 feb.     | 8-4         | La Mela-GSH Giovinazzo       | 7-7           | 27 apr.       |
| 23 feb.     | 3-11        | Roller Suzzara-CGC Viareggio | 2-13          | 27 apr.       |
| 23 feb.     | 3-4         | SPV Viareggio-Matera         | 1-2           | 27 apr.       |
| 23 feb.     | 6-3         | Seregno-Castiglione          | 2-2           | 27 apr.       |

| andata (8ª) | andata (8ª) | Ottava giornata            | ritorno (17ª) | ritorno (17ª) |
|             |             |                            |               |               |
| 2 mar.      | 1-3         | Matera-Roller Suzzara      | 9-2           | 4 mag.        |
| 2 mar.      | 1-1         | Castiglione-GSH Giovinazzo | 2-3           | 4 mag.        |
| 2 mar.      | 9-4         | Amatori Lodi-SPV Viareggio | 11-0          | 4 mag.        |
| 2 mar.      | 2-1         | CGC Viareggio-La Mela      | 8-8           | 4 mag.        |
| 2 mar.      | 3-3         | Molfetta-Seregno           | 3-5           | 4 mag.        |

| andata (7ª) | andata (7ª) | Settima giornata             | ritorno (16ª) | ritorno (16ª) |
|             |             |                              |               |               |
| 23 feb.     | 6-6         | Molfetta-Amatori Lodi        | 3-4           | 27 apr.       |
| 23 feb.     | 8-4         | La Mela-GSH Giovinazzo       | 7-7           | 27 apr.       |
| 23 feb.     | 3-11        | Roller Suzzara-CGC Viareggio | 2-13          | 27 apr.       |
| 23 feb.     | 3-4         | SPV Viareggio-Matera         | 1-2           | 27 apr.       |
| 23 feb.     | 6-3         | Seregno-Castiglione          | 2-2           | 27 apr.       |

| andata (8ª) | andata (8ª) | Ottava giornata            | ritorno (17ª) | ritorno (17ª) |
|             |             |                            |               |               |
| 2 mar.      | 1-3         | Matera-Roller Suzzara      | 9-2           | 4 mag.        |
| 2 mar.      | 1-1         | Castiglione-GSH Giovinazzo | 2-3           | 4 mag.        |
| 2 mar.      | 9-4         | Amatori Lodi-SPV Viareggio | 11-0          | 4 mag.        |
| 2 mar.      | 2-1         | CGC Viareggio-La Mela      | 8-8           | 4 mag.        |
| 2 mar.      | 3-3         | Molfetta-Seregno           | 3-5           | 4 mag.        |

| \| andata (9ª) \| andata (9ª) \| Nona giornata \| ritorno (18ª) \| ritorno (18ª) \| \| \| \| \| \| \| \| 9 mar. \| 6-6 \| La Mela-Amatori Lodi \| 3-9 \| 17 mag. \| \| 9 mar. \| 1-5 \| Roller Suzzara-Castiglione \| 2-9 \| 17 mag. \| \| 9 mar. \| 6-2 \| GSH Giovinazzo-CGC Viareggio \| 5-9 \| 17 mag. \| \| 9 mar. \| 3-3 \| SPV Viareggio-Molfetta \| 0-2 \| 17 mag. \| \| 9 mar. \| 2-1 \| Seregno-Matera \| 3-2 \| 17 mag. \| |             |                              |               |               |
| andata (9ª) | andata (9ª) | Nona giornata                | ritorno (18ª) | ritorno (18ª) |
| |             |                              |               |               |
| 9 mar. | 6-6         | La Mela-Amatori Lodi         | 3-9           | 17 mag.       |
| 9 mar. | 1-5         | Roller Suzzara-Castiglione   | 2-9           | 17 mag.       |
| 9 mar. | 6-2         | GSH Giovinazzo-CGC Viareggio | 5-9           | 17 mag.       |
| 9 mar. | 3-3         | SPV Viareggio-Molfetta       | 0-2           | 17 mag.       |
| 9 mar. | 2-1         | Seregno-Matera               | 3-2           | 17 mag.       |

| andata (9ª) | andata (9ª) | Nona giornata                | ritorno (18ª) | ritorno (18ª) |
|             |             |                              |               |               |
| 9 mar.      | 6-6         | La Mela-Amatori Lodi         | 3-9           | 17 mag.       |
| 9 mar.      | 1-5         | Roller Suzzara-Castiglione   | 2-9           | 17 mag.       |
| 9 mar.      | 6-2         | GSH Giovinazzo-CGC Viareggio | 5-9           | 17 mag.       |
| 9 mar.      | 3-3         | SPV Viareggio-Molfetta       | 0-2           | 17 mag.       |
| 9 mar.      | 2-1         | Seregno-Matera               | 3-2           | 17 mag.       |

#### Classifica finale
|  | Pos. | Squadra             | Pt | G  | V  | N | P  | GF | GS  | DR  |
|  | ---- | ------------------- | -- | -- | -- | - | -- | -- | --- | --- |
|  | 1.   | CGC Viareggio       | 40 | 18 | 12 | 4 | 2  | 97 | 53  | +44 |
|  | 2.   | Seregno             | 39 | 18 | 12 | 3 | 3  | 77 | 52  | +25 |
|  | 3.   | Amatori Lodi        | 31 | 18 | 9  | 4 | 5  | 87 | 62  | +25 |
|  | 4.   | AFP Giovinazzo Pol. | 28 | 18 | 8  | 4 | 6  | 64 | 70  | -6  |
|  | 5.   | Matera              | 26 | 18 | 8  | 2 | 8  | 57 | 55  | +2  |
|  | 6.   | La Mela             | 24 | 18 | 6  | 6 | 6  | 92 | 90  | +2  |
|  | 7.   | Molfetta            | 24 | 18 | 6  | 6 | 6  | 82 | 60  | +22 |
|  | 8.   | Castiglione         | 23 | 18 | 6  | 5 | 7  | 65 | 60  | +5  |
|  | 9.   | SPV Viareggio       | 14 | 18 | 4  | 2 | 12 | 61 | 87  | -26 |
|  | 10.  | Roller Suzzara      | 3  | 18 | 1  | 0 | 17 | 41 | 134 | -93 |

Legenda:
      Promosso in Serie A1 2002-2003.
      Retrocesso in Serie B 2002-2003.
Note:
Tre punti a vittoria, uno per il pareggio, zero a sconfitta.
In caso di arrivo di due o più squadre a pari punti, la graduatoria finale verrà stilata secondo la classifica avulsa tra le squadre interessate che prevede, in ordine, i seguenti criteri:
- Punti negli scontri diretti
- Differenza reti negli scontri diretti
- Differenza reti generale
- Reti realizzate in generale
- Sorteggio

## Verdetti
| Verdetto              | Club                                                                              |
| --------------------- | --------------------------------------------------------------------------------- |
| Promosse in Serie A1  | Amatori Vercelli Goriziana CGC Viareggio Seregno                                  |
| Retrocesse in Serie B | Amatori Valdagno Montecchio P. Pordenone Castiglione SPV Viareggio Roller Suzzara |

## Coppa di Lega di serie A2

### Squadre partecipanti
- CGC Viareggio
- Goriziana
- Matera
- Roller Novara

### Tabellone
|  | Semifinali    | Semifinali    | Semifinali |           |               | Finale        | Finale | Finale |  |
|  |               |               |            |           |               |               |        |        |  |
|  | CGC Viareggio | CGC Viareggio | 2          |           |               |               |        |        |  |
|  | CGC Viareggio | CGC Viareggio | 2          |           |               |               |        |        |  |
|  | Roller Novara | Roller Novara | 3          |           |               |               |        |        |  |
|  | Roller Novara | Roller Novara | 3          |           | Roller Novara | Roller Novara | 3      |        |  |
|  |               |               |            |           | Roller Novara | Roller Novara | 3      |        |  |
|  |               |               | Goriziana  | Goriziana | 5             |               |        |        |  |
|  | Goriziana     | Goriziana     | Goriziana  | Goriziana | 5             | 4             |        |        |  |
|  | Goriziana     | Goriziana     |            |           |               |               |        |        |  |
|  | Matera        | Matera        | 1          |           |               |               |        |        |  |

### Semifinali
| Viareggio 15 dicembre 2001 | CGC Viareggio | 2 – 3 | Roller Novara | PalaBarsacchi |

| Viareggio 15 dicembre 2001 | Goriziana | 4 – 1 | Matera | PalaBarsacchi |

### Finale
| Viareggio 15 dicembre 2001 | Goriziana | 5 – 3 | Roller Novara | PalaBarsacchi |